# Делаж, Микаэль
Микаэль Делаж (фр. Mickaël Delage; род. 6 августа 1985, Либурн, департамент Жиронда,Франция) — французский профессиональный шоссейный велогонщик, выступающий за команду Groupama-FDJ.

## Карьера

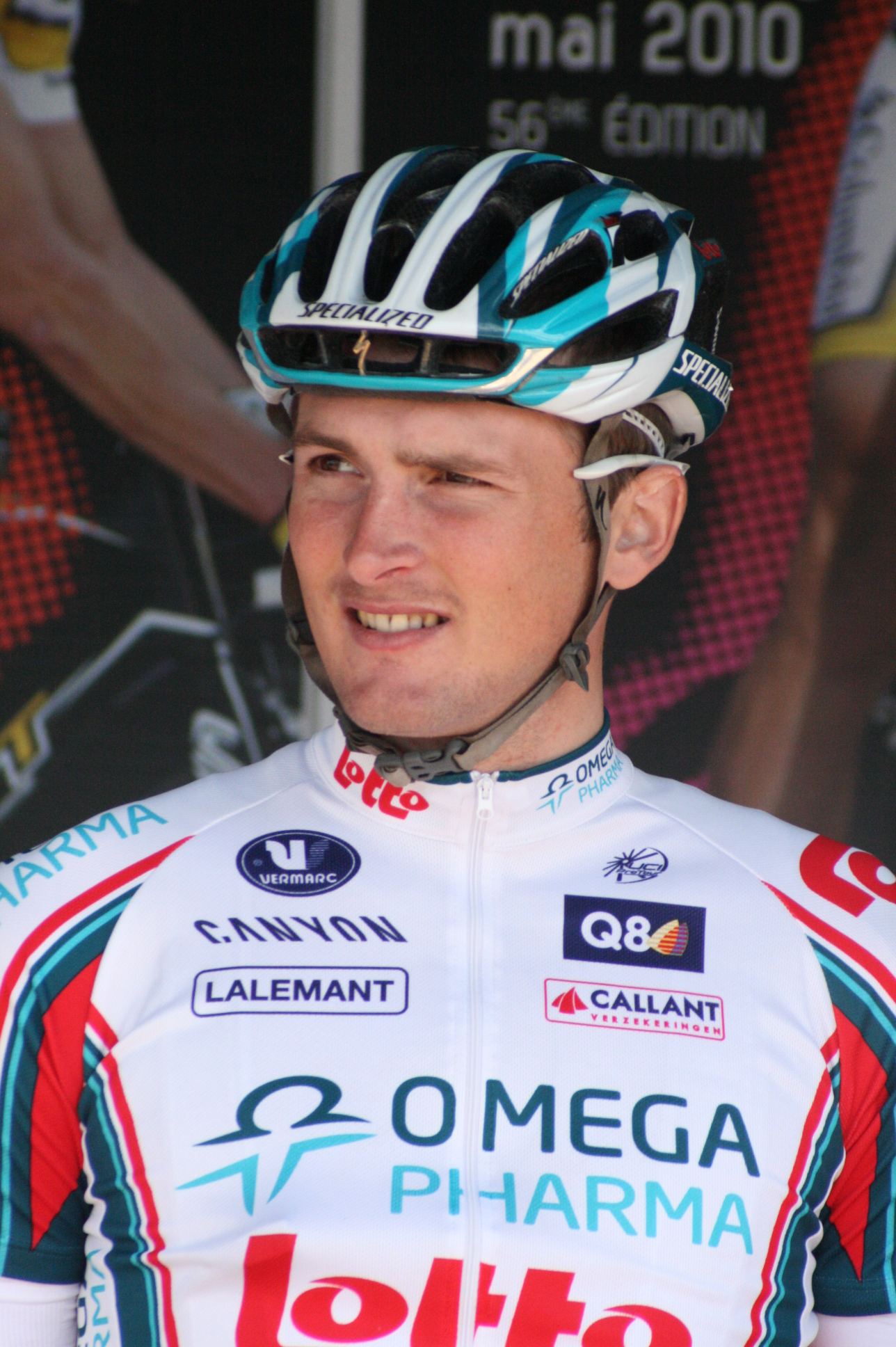
Микель Делаж на велогонке "Четыре дня Дюнкерка" в 2010

В 2003 году стал чемпионом Франции по трековым велогонкам среди юниоров в командной гонке преследования и в мэдисоне. Принимал участие в Чемпионате мира по трековым велогонкам среди юниоров в Москве в 2003 году, где завоевал серебряную медаль в гонке по очкам. В 2004 году выиграл Чемпионат Франции по трековым велогонкам (U-23) в гонке по очкам. В 2006 году дебютировал на гранд-туре Джиро д’Италия, заняв 129-е место. В 2007 году дебютировал на Тур де Франс.

## Достижения
2003
- 1-й  — Чемпион Франции по трековым велогонкам среди юниоров в командной гонке преследования
- 1-й  — Чемпион Франции по трековым велогонкам среди юниоров в мэдисоне
- 2-й — Чемпионат мира по трековым велогонкам среди юниоров в гонке по очкам

2004
- 1-й  — Чемпион Франции по трековым велогонкам (U-23) в гонке по очкам

2006
- 1-й  — Чемпион Франции по трековым велогонкам в командной гонке преследования
- 1-й на этапе 1 Тур де л'Авенир

2009
- 3-й Классика Сан-Себастьяна

2010
- 3-й на Чемпионате Франции по шоссейному велоспорту в групповой гонке

2011
- 5-й в генеральной классификации Тур Люксембурга
- Приз самому агрессивному гонщику на этапах 3 и 11 Тур де Франс
- 1-й — Критериум Дижона (Dijon, Criterium)
- 2-й — Критериум Бордо (Bordeaux, Criterium)
- 6-й Париж — Тур

2012
- 3-й — Гран-при Шоле — Земли Луары (GP Chôlet — Pays de Loire)
- 3-й — Гран-при Соммы (Grand Prix de la Somme)

2013
- 1-й — Ля Ру Туранжель (La Roue Tourangelle)
- 3-й — Criterium Castillon-la-Bataille

2014
- 6-й Париж — Бурж

2016
- 1-й на этапе 1 (TTT) Тур Средиземноморья
- 4-й — Ля Ру Туранжель (La Roue Tourangelle)

## Статистика выступлений наГранд Турах
| Гранд Тур | 2006 | 2007 | 2008 | 2009 | 2010 | 2011 | 2012 | 2013 | 2014 | 2015 | 2016 | 2017 |
| --------- | ---- | ---- | ---- | ---- | ---- | ---- | ---- | ---- | ---- | ---- | ---- | ---- |
| Джиро     | 129  | -    | -    | -    | -    | -    | 144  | -    | -    | -    | 148  | -    |
| Тур       | -    | 117  | -    | 101  | сход | 132  | -    | -    | 143  | -    | -    | сход |
| Вуэльта   | -    | сход | 103  | 73   | сход | -    | -    | -    | -    | 109  | -    | -    |